# Campionati europei di canoa/kayak sprint 2022
I Campionati europei di canoa/kayak sprint 2022 sono stati la 32ª edizione della manifestazione. Si sono svolti a Monaco di Baviera, in Germania, dal 18 al 21 agosto 2022.

## Medagliere
| Posiz. | Nazione    | Oro | Argento | Bronzo | Totale |
| ------ | ---------- | --- | ------- | ------ | ------ |
| 1      | Ungheria   | 7   | 4       | 3      | 14     |
| 2      | Germania   | 6   | 2       | 4      | 12     |
| 3      | Spagna     | 4   | 6       | 3      | 13     |
| 4      | Polonia    | 4   | 5       | 4      | 13     |
| 5      | Portogallo | 2   | 1       | 1      | 4      |
| 6      | Italia     | 1   | 2       | 3      | 6      |
| 7      | Ucraina    | 1   | 2       | 1      | 4      |
| 8      | Lituania   | 1   | 1       | 2      | 4      |
| 9      | Danimarca  | 1   | 1       | 1      | 3      |
| 10     | Rep. Ceca  | 1   | 1       | 0      | 2      |
| 11     | Romania    | 1   | 0       | 1      | 2      |
| 12     | Belgio     | 0   | 1       | 1      | 2      |
| 13     | Lettonia   | 0   | 1       | 0      | 1      |
| 13     | Moldavia   | 0   | 1       | 0      | 1      |
| 13     | Slovacchia | 0   | 1       | 0      | 1      |
| 13     | Slovenia   | 0   | 1       | 0      | 1      |
| 17     | Croazia    | 0   | 0       | 2      | 2      |
| 18     | Francia    | 0   | 0       | 1      | 1      |
| 18     | Svezia     | 0   | 0       | 1      | 1      |
| Totale | Totale     | 29  | 30      | 28     | 87     |

## Podi

### Uomini
| Evento    | Oro                                                           | Tempo     | Argento                                                                          | Tempo     | Bronzo                                                                 | Tempo     |
| Canoa     |                                                               |           |                                                                                  |           |                                                                        |           |
| C1 200 m  | Henrikas Žustautas                                            | 39.832    | Pablo Graña                                                                      | 39.894    | Oleksii Koliadych                                                      | 40.166    |
| C1 500 m  | Martin Fuksa                                                  | 1:47.183  | Serghei Tarnovschi                                                               | 1:48.160  | Catalin Chirila                                                        | 1:48.364  |
| C1 1000 m | Catalin Chirila                                               | 3:49.681  | Martin Fuksa                                                                     | 3:50.032  | Carlo Tacchini                                                         | 3:51.637  |
| C1 5000 m | Sebastian Brendel                                             | 22:50.803 | Balázs Adolf                                                                     | 22:52.684 | Carlo Tacchini                                                         | 23:13.346 |
| C2 200 m  | Polonia Aleksander Kitewski Arsen Sliwinski                   | 36.919    | Spagna Alfonso Benavides Antoni Segura Lituania Vadim Korobov Henrikas Žustautas | 37.592    | -                                                                      | -         |
| C2 500 m  | Spagna Antoni Joan Moreno Adrian Sieiro                       | 1:44.822  | Polonia Tomasz Barniak Wiktor Glazunow                                           | 1:45.499  | Germania Sebastian Brendel Tim Hecker                                  | 1:45.510  |
| C2 1000 m | Germania Sebastian Brendel Tim Hecker                         | 3:32.896  | Italia Nicolae Craciun Daniele Santini                                           | 3:34.317  | Ungheria Balázs Adolf Daniel Fejes                                     | 3:35.585  |
| Kayak     |                                                               |           |                                                                                  |           |                                                                        |           |
| K1 200 m  | Kevin Santos                                                  | 36.975    | Roberts Akmens                                                                   | 37.028    | Petter Menning                                                         | 37.055    |
| K1 500 m  | Jacob Schopf                                                  | 1:38.012  | Adam Varga                                                                       | 1:38.237  | Fernando Pimenta                                                       | 1:38.803  |
| K1 1000 m | Balint Kopasz                                                 | 3:29.898  | Fernando Pimenta                                                                 | 3:31.964  | Artuur Peters                                                          | 3:32.401  |
| K1 5000 m | Fernando Pimenta                                              | 20:14.447 | Walter Bouzan                                                                    | 20:17.659 | Rafal Rosolski                                                         | 20:44.717 |
| K2 200 m  | Italia Andrea Di Liberto Manfredi Rizza                       | 31.662    | Polonia Bartosz Grabowski Jakub Stepun                                           | 31.673    | Lituania Ignas Navakauskas Arturas Seja                                | 31.678    |
| K2 500 m  | Ungheria Balint Kopasz Bence Nadas                            | 1:31.141  | Germania Moritz FlorStedt Felix Frank                                            | 1:31.434  | Lituania Mindaugas Maldonis Andrej Olijnik                             | 1:32.210  |
| K2 1000 m | Germania Tamas Grossmann Martin Hiller                        | 3:13.812  | Spagna Francisco Cubelos Iñigo Peña                                              | 3:14.505  | Italia Samuele Burgo Andrea Schera                                     | 3:15.062  |
| K4 500 m  | Germania Max Lemke Tom Liebscher Max Rendschmidt Jacob Schopf | 1:20.282  | Slovacchia Samuel Balaz Adam Botek Denis Mysak Csaba Zalka                       | 1:20.877  | Francia Maxime Beaumont Guillame Burger Quilian Koch Guillame Le Floch | 1:20.902  |
| K4 1000 m | Germania Felix Frank Martin Hiller Tom Liebscher              | 2:53.174  | Spagna Francisco Cubelos Iñigo Peña Roi Rodriguez Pedro Vázquez                  | 2:53.627  | Ungheria Kornel Beke Tamas Erdelyi Csaba Erdossy Mark Mizser           | 2:55.748  |

### Donne
| Evento    | Oro                                                               | Tempo     | Argento                                                                        | Tempo     | Bronzo                                                       | Tempo     |
| Canoa     |                                                                   |           |                                                                                |           |                                                              |           |
| C1 200 m  | Antia Jacome                                                      | 48.642    | Liudmyla Luzan                                                                 | 49.271    | Vanesa Tot                                                   | 49.489    |
| C1 500 m  | Maria Corbera                                                     | 2:03.586  | Liudmyla Luzan                                                                 | 2:05.096  | Vanesa Tot                                                   | 2:06.682  |
| C1 5000 m | Maria Corbera                                                     | 25:43.953 | Annika Loske                                                                   | 26:42.746 | Liudmyla Babak                                               | 26:48.788 |
| C2 200 m  | Ungheria Giada Bragato Bianca Nagy                                | 44.066    | Spagna Maria Corbera Antia Jacome                                              | 44.118    | Germania Lisa Jahn Sophie Koch                               | 44.879    |
| C2 500 m  | Ucraina Liudmyla Luzan Anastasiia Chetverikova                    | 1:57.672  | Ungheria Giada Bragato Bianca Nagy                                             | 1:58.924  | Polonia Sylwia Szczerbinska Julia Walczak                    | 1:59.572  |
| Kayak     |                                                                   |           |                                                                                |           |                                                              |           |
| K1 200 m  | Emma Jørgensen                                                    | 39.848    | Anja Osteman                                                                   | 40.061    | Marta Walczykiewicz                                          | 40.134    |
| K1 500 m  | Anna Pulawska                                                     | 1:53.881  | Eszter Rendessy                                                                | 1:54.981  | Emma Jørgensen                                               | 1:55.206  |
| K1 1000 m | Noemi Pupp                                                        | 4:00.276  | Justyna Iskrzycka                                                              | 4:00.542  | Isabel Contreras                                             | 4:01.419  |
| K1 5000 m | Emese Kohalmi                                                     | 22:54.862 | Susanna Cicali                                                                 | 22:55.712 | Eva Barrios                                                  | 22:55.775 |
| K2 200 m  | Ungheria Blanka Kiss Anna Lucz                                    | 37.352    | Polonia Katarzyna Kolodziejczyk Dominika Putto                                 | 37.568    | Germania Jule Hake Paulina Paszek                            | 38.690    |
| K2 500 m  | Polonia Karolina Naja Anna Pulawska                               | 1:41.418  | Belgio Lize Broekx Hermien Peters                                              | 1:42.230  | Germania Jule Hake Paulina Paszek                            | 1:42.702  |
| K2 1000 m | Ungheria Emese Kohalmi Eszter Rendessy                            | 3:33.942  | Polonia Justyna Iskrzycka Katarzyna Kolodziejczyk                              | 3:34.606  | Spagna Begoña Lazkano Laia Pèlachs                           | 3:36.942  |
| K4 500 m  | Polonia Adrianna Kakol Karolina Naja Anna Pulawska Dominika Putto | 1:35.251  | Danimarca Bolette Iversen Pernille Knudsen Frederikke Matthiesen Sara Milthers | 1:37.709  | Ungheria Zsoka Csikos Alida Dora Gazso Blanka Kiss Anna Lucz | 1:37.752  |